# Цалитис, Интс
Интс Цалитис (латыш. Ints Cālītis) в советских документах Цалитис Интс Максович (5 марта 1931, Рига — 1 июля 2023, Латвия) — участник национального сопротивления, политзаключенный и депутат Верховного Совета Латвийской Республики. Командор ордена Трёх звёзд. Подписант Декларации о восстановлении независимости Латвийской Республики.

## Биография

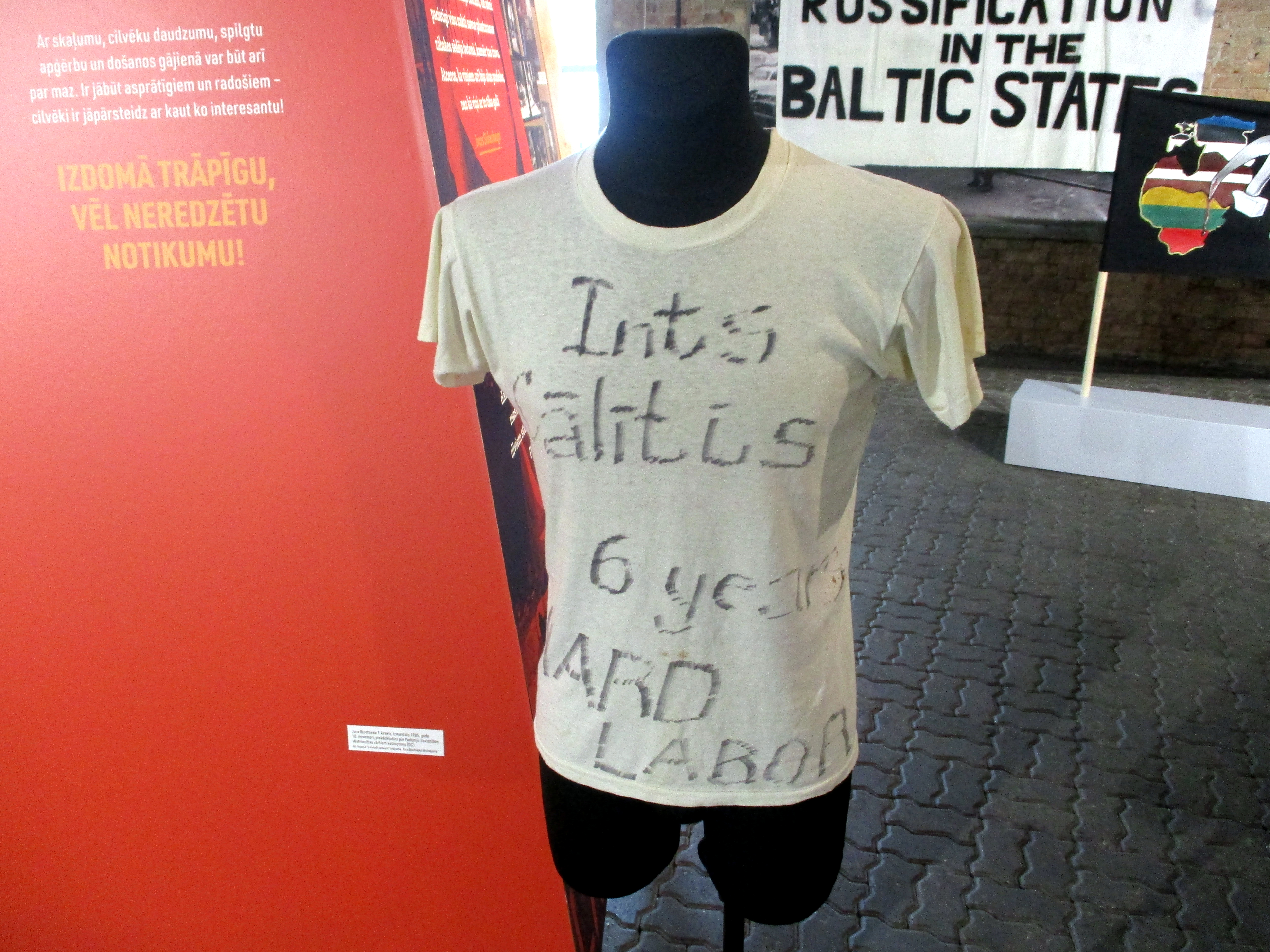
Футболка, надетая Юрисом Подниексом 18 ноября 1985 года, когда он был прикован к воротам советского посольства в Вашингтоне в знак протеста против приговора Цалитису к 6 годам каторжных работ.

Родился 5 марта 1931 в Риге в семье журналиста Макса Цалитиса. Дед был писателем и журналистом Эдуардом Цалитисом. Учился в 49-й начальной школе в Риге. Дядя, Юрис Калитис, был арестован и расстрелян в 1941 году за участие в антисоветской организации. В 1947 году поступил в 1-ю среднюю школу в Риге, где руководил подпольной молодежной организацией.

Обложка 1-го тома уголовного дела по обвинению И. Цалитиса. 1986 г.

После распространения прокламаций был арестован 18 ноября 1948 года вместе с 9 другими членами и приговорен к 25 годам заключения в исправительно-трудовом лагере ГУЛАГ. В течение семи лет работал на золотых и урановых рудниках Севвостлага. После смерти Сталина в 1955 году заключение было заменено на пожизненное, но в 1956 году амнистирован и вернулся в Ригу.

Фотография Интса Цалитиса, включенная в анкету на арест, составленную КГБ Латвийской ССР 12 апреля 1983 года.

В 1958 году Цалитис был арестован во второй раз, по обвинению в антисоветской агитации и пропаганде и приговорен к 6 годам лагерей в Мордовии. Цалитис рассказывал, что работал электромонтером в мордовском лагере, окончил среднюю школу, пользовался возможностью изучать иностранные языки, знакомиться с принципами мировой экономики, историей политического развития, философскими течениями. В дальнейшем постоянное самообразование стало неотъемлемой частью его жизни. Цалитис полностью или частично владею 6 европейскими языками.
В 1964 году вернулся в Ригу и получил профессию ювелира, одновременно работая электромонтером на различных государственных предприятиях. В 1979 году подписал Балтийский призыв. В 1986 году вступил в московское отделение Международного общества прав человека. В 1983 году был арестован в третий раз и приговорен к 6 годам лишения свободы. В 1986 году, в начале горбачевских реформ, был освобожден по амнистии и получил условный срок.
Осенью 1988 года участвовал в создании Неформального народного фронта. После создания Латвийского народного фронта стал членом правления городского совета Латвийского народного фронта и участвовал в учредительных мероприятиях различных демократических организаций в Москве, Ленинграде, Владимире, Новосибирске, Челябинске. В марте 1990 года был избран по списку Латвийского народного фронта в Верховный Совет, который 4 мая 1990 года принял декларацию о восстановлении независимости Латвии. В 1991 году поступил на службу в 63-ю штабную роту Внутренней гвардии. В январе 1992 года принял участие в 48-й сессии Комиссии ООН по правам человека в Женеве. Речь Интса Цалитиса стала первым официальным выступлением представителя Латвийской Республики во Дворце Наций после создания ООН и восстановления независимости Латвии.
В 2000 году награжден орденом Трёх звёзд III степени. В 2002 году И. Калитис безуспешно баллотировался в 8-й Сейм Латвии по списку политического объединения «Centrs», представляя в объединении Демократическую партию «Саймниекс». В марте 2010 года участвовал в создании партии «За президентскую республику» и выдвинул свою кандидатуру на выборах в Сейм Латвии 17 сентября 2011 года, но не был избран.
Досье Цалитиса было среди документов КГБ Латвийской ССР, включающих в себя статистическую и алфавитную картотеку агентов КГБ Латвийской ССР. Цалитису было присвоено прозвище Жанис (Žanis). Но 16 сентября 2002 года суд признал, что он сознательно не сотрудничал с КГБ.
Умер 1 июля 2023 в Латвии.

## Награды
- Орден Трёх звёзд III степени (2000)[2]
- Орден Креста Витиса IV степени (2003, Литва)[2]
- Памятный знак участника баррикад 1991 года[2]
- Почетный знак Земессардзе[2]